# George Richardson
Pour les articles homonymes, voir George Richardson (architecte) et Richardson.
Temple de la renommée : 1950
George Taylor Richardson (né le 14 septembre 1886 à Kingston, dans la province de l'Ontario, au Canada – mort le 10 février 1916 à Wulvergem en Belgique) est un joueur professionnel canadien de hockey sur glace qui évolue au poste d'ailier gauche.

## Biographie

### Ses débuts
George Taylor Richardson est né le 14 septembre 1886 à Kingston, en Ontario, au Canada ; il est le frère cadet de James Armstrong Richardson et d'Agnes Richardson et ils sont tous les trois les enfants de George Algernon Richardson et d'Agnes McCausland,.
Comme ses aînés, il rejoint l'Université Queen's située dans sa ville natale en 1902 et obtient un diplôme scientifique en 1906. Entretemps, il joue pour les équipes de hockey sur glace et de football canadien ; en 1903, il remporte le championnat Inter-collégial d'Amérique du Nord puis le titre de champion du Sport interuniversitaire canadien en 1904 et 1906.
Lors de cette dernière saison, il est capitaine de l'équipe qui remporte le titre de l'Association de hockey de l'Ontario puis jette un défi aux champions de la Coupe Stanley, les Sénateurs d'Ottawa en février 1906. Les joueurs d'Ottawa remportent les deux rencontres 16-7 et 12-7 et Richardson, d'habitude buteur prolifique de son équipe, n'inscrit que trois buts lors des deux défaites.
À la suite de cette saison, il rejoint l'équipe senior de Kingston, le 14e Régiment avec qui il évolue pour trois saisons ; pendant ces trois saisons, les joueurs du 14e Régiment atteignent à chaque fois la finale de l'AHO et remportent même le titre en 1908. Il rejoint par la suite les dirigeants de l'équipe junior des Kingston Frontenacs et joue également pour l'équipe senior quelques rencontres. D'un point de vue privé, il travaille au sein de l'entreprise familiale, James Richardson & Sons, une affaire de transports de céréales avec des antennes allant de Vancouver jusqu'à Halifax.

### La Première Guerre mondiale
Lorsque la Première Guerre mondiale éclate en 1914, il s'engage rapidement dans l'Armée Canadienne en tant que Lieutenant. Il rejoint le front, est promu Capitaine et meurt le 10 février 1916 à Wulvergem en Belgique ; au retour d'un raid nocturne avec le 2e bataillon d'infanterie canadienne, il reçoit une balle à la hanche. Ses camarades le traînent jusqu'aux tranchées canadiennes mais il meurt quelque temps plus tard. Le Président de la France lui remet alors la Croix de la Légion d'honneur.

### Ses honneurs posthumes
Il rejoint le Temple de la renommée du hockey en 1950 en compagnie de joueurs comme Mike Grant, Silas Griffis, Édouard Lalonde ou encore Joe Malone. En 1971, l'Université Queen's change son stade pour le football canadien et le nouveau stade prend le nom de Richardson Memorial Stadium.